# 고유리 (만화가)
고유리는 대한민국의 만화가이다. 만화동호회 '결' 출신이며 1998년 제3회 이슈 화이트 수퍼만화대상에서  단편 〈콩깍지-다섯 번째 완두콩, 짧은 꿈을 꾸다〉로 가작을 수상하였다. 현재는 영국에서 남편과 딸과 함께 살고 있으며 그곳에서 작품활동을 준비중이다.

## 작품이야기
〈The Boy Who Runs From The Sun〉는 〈언제나 우는 소녀〉의 연작으로 주영일본대사관주최 망가지망 2009 1위 수상작이다. 작품 내용은 늘 더운곳에 사는 소년이 해로부터 도망쳐 겨울엔 해가뜨지 않는 언제나 우는 소녀가 사는 마을에 도착해서 벌어지는 이야기이다. 이 만화에는 언제나 우는 소녀와 하늘을 나는 고래도 등장한다.
망가지망 2009의 주제는 '태양'이며 수상작은 2010년 2월 15일부터 3월 31일까지 런던의 피카디리에 있는 일본대사관 안에서 전시된다.

## 작품 목록

### 단편
| 작품명                                  | 잡지 게재 | 출판                 | 특이사항                                                         |
| --------------------------------------- | --------- | -------------------- | ---------------------------------------------------------------- |
| 콩깍지-다섯 번째 완두콩, 짧은 꿈을 꾸다 |           |                      | 데뷔작, 1998년 제3회 이슈 화이트 수퍼만화대상 가작               |
| 하늘을 나는 고래                        | 《issue》 | 《언제나 우는 소녀》 |                                                                  |
| The Boy Who Runs From The Sun           | 없음      | 없음                 | 언제나 우는 소녀 연작, 주영일본대사관주최 망가지망2009 1위수상작 |

### 장편
- 《비상소집》

첫 장편연재, 만화잡지《issue》 2000년 6월 15일자 ~ 2002년 9월 1일자, 전5권

## 출판 목록
- 《초콜라토》

단편집, 2000년 1월 31일, 대원씨아이, ISBN
수록작품()
- 《비상소집》

1권, 2000년 11월 28일 초판발행, 대원씨아이, ISBN 89-528-1376-6
2권, 2001년 4월 24일 초판발행, 대원씨아이, ISBN 89-528-2111-4
3권, 2001년 10월 30일 초판발행, 대원씨아이, ISBN 89-528-3112-8
4권, 2002년 4월 1일 초판발행, 대원씨아이, ISBN 89-528-3931-5
5권, 2002년 8월 30일 초판발행, 대원씨아이, ISBN 89-528-4735-0
- 《언제나 우는 소녀》

단권, 2003년 7월 15일 초판발행, 대원씨아이, ISBN 89-528-6362-3
2003년 문화관광부 우수기획 실용만화 제작 지원작품

## 수상
주영 일본대사관 주최 망가지망2009 1위 수상